# Örebro
Örebro [œrəbru ː] là một thành phố, thủ phủ của Đô thị Örebro và vốn của hạt Örebro ở Thụy Điển với dân số 98.237 người trong năm 2005.
Örebro nhận được Hiến chương Hoàng gia của mình và đặc quyền thành phố không muộn hơn năm 1404.
Örebro là có Đại học Örebro, một bệnh viện đại học lớn, một lâu đài thuộc thời Trung Cổ, công viên nước Gustavsvik cũng như một số trung tâm mua sắm lớn và Khu Bảo tồn Thiên nhiên Oset và Rynningeviken liền kề hồ Hjälmaren.
Örebro được phục vụ bởi Sân bay Örebro cách thành phố 10 km (6 dặm) về phía tây nam, và ga Trung ương Örebro, được phục vụ bởi Đường sắt Mälaren và Đường sắt Chính Tây.